# Yamoussoukro (underprefektur)
Yamoussoukro är en underprefektur i Elfenbenskusten. Den ligger i departementet med samma namn, och omfattar bland annat huvudstaden Yamoussoukro.